# Max-Planck-Institut für Kolloid- und Grenzflächenforschung
Das Max-Planck-Institut für Kolloid- und Grenzflächenforschung (MPIKG) ist eine außeruniversitäre Forschungseinrichtung unter der Trägerschaft der Max-Planck-Gesellschaft (MPG) und hat seinen Sitz in Potsdam. Das Institut betreibt in erster Linie Grundlagenforschung im Bereich der Naturwissenschaften auf den Gebieten Physikalische Chemie, Materialwissenschaften und Biophysik.

## Geschichte
Die Ursprünge des Instituts gehen auf Institute der ehemaligen Akademie der Wissenschaften der DDR zurück. Am 1. Januar 1992 wurde das Max-Planck-Institut für Kolloid- und Grenzflächenforschung als Nachfolger der Institute für Physikalische Chemie und für Organische Chemie in Berlin-Adlershof und für Polymerchemie in Teltow gegründet. Am 1. Oktober 1993 sowie am 1. November 1993 übernahmen die Gründungsdirektoren Markus Antonietti, Reinhard Lipowsky und Helmuth Möhwald die Leitung des Instituts. Daraus ergab sich die vorläufige Struktur mit den Abteilungen „Grenzflächen“ (H. Möhwald), „Kolloidchemie“ (M. Antonietti) und „Theorie“ (R. Lipowsky). Aus der Übernahme von Wissenschaftlern aus der ehemaligen DDR resultieren bis heute enge Kontakte nach Osteuropa und Russland. Eine größere Zahl von Mitarbeitern kam mit den Gründungsdirektoren aus Jülich, Mainz und Marburg nach Berlin bzw. Teltow. Im April 1999 erfolgte der Umzug in den Neubau im damaligen Golm bei Potsdam. Zum 1. Februar 2003 konnte dann auch die vierte Abteilung unter Leitung von Peter Fratzl ihre Arbeit aufnehmen. Seit Mitte 2008 ist der Chemiker Peter Seeberger weiterer Direktor am Institut.

## Forschung
Winzige Apatitkristalle in den Knochen, Vesikel, die sich aus Membranen bilden, aber auch Poren in Membranen für Brennstoffzellen oder Mikrokapseln als Vehikel für Medikamente – sie alle bilden Strukturen, die größer als ein Atom, aber zu klein für das bloße Auge sind. Solche Nano- und Mikrostrukturen untersuchen und erzeugen die Wissenschaftler des Max-Planck-Instituts für Kolloid- und Grenzflächenforschung. Dabei handelt es sich oft um Kolloide – winzige Teilchen in einem andersartigen Medium – oder Grenzflächen zweier Stoffe. Viele dieser Strukturen finden sich in der Natur. Deren Aufbau und Funktion wollen die Potsdamer Forscher verstehen, um sie anschließend in neuen Materialien oder in Impfstoffen zu imitieren. Oder um die Ursachen bestimmter Krankheiten zu erkennen, die auftreten, wenn die Membranfaltung oder der Stofftransport in Zellen nicht richtig funktionieren.
Das Max-Planck-Institut für Kolloid- und Grenzflächenforschung wurde 1992 gegründet. Es wird kollegial geleitet und gliedert sich in die Abteilungen Biomaterialien, Biomolekulare Systeme, Grenzflächen, Kolloidchemie und Theorie & Bio-Systeme. Aktuelle Forschungsschwerpunkte sind polymere Filme, Membranen, organische und anorganische Nanostrukturen, Mikrokapseln, Biomineralisation, Nano- und Mikroreaktoren, molekulare Motoren und Filamente sowie Chemie und Biologie der Kohlenhydrate.
Biomimetische Systeme stehen im Mittelpunkt der wissenschaftlichen Arbeit. Aufbauend auf Vorbildern aus der Natur werden neue hierarchische Materialien und aktive Systeme erforscht, die adaptiv, selbst heilend oder selbstassemblierend sein können.
Die Abteilungen des Instituts:
- Biomaterialien (Direktor: Peter Fratzl)

Die Abteilung „Biomaterialien“ erforscht das Bauprinzip natürlicher Materialien, welche die Natur im Laufe der Evolution hervorgebracht hat. Schwerpunktmäßig wird – in zwei Arbeitsgruppen – einerseits an mineralisierten Geweben (wie Knochen, Zahn oder Muschelschale) und andererseits an Pflanzen und deren Zellwänden gearbeitet.
Im Zentrum des Interesses stehen die außergewöhnlichen mechanischen Eigenschaften dieser natürlichen Materialien, die sich ständig wechselnden äußeren Bedingungen anpassen. Die Prinzipien dieser Adaptionsprozesse werden in einer weiteren Arbeitsgruppe mittels physikalischer Ansätze und Computermodellierung erforscht. Zur Bestimmung der hierarchischen Struktur biologischer Materialien, von der molekularen Ebene bis zum ganzen Organ, sind spezielle Techniken erforderlich, die zum Teil noch entwickelt werden müssen. Der Einsatz von Synchrotronstrahlung spielt dabei eine zentrale Rolle.
Die so gewonnenen Erkenntnisse über den Zusammenhang zwischen Materialeigenschaften und Struktur werden für die biomimetische Konzeption und Entwicklung neuer Materialien eingesetzt. In manchen Fällen ist es auch möglich, natürliche Strukturen – wie z. B. die Porenanordnung im Holz – direkt in technische Werkstoffe wie Keramiken zu „kopieren“. Die Prozesse zur Herstellung solcher Biotemplate werden in einer weiteren Arbeitsgruppe untersucht. Schließlich ist die Erforschung von Struktur und Frakturrisiko des Knochens sowie von deren krankheitsbedingten Veränderungen eine wichtige medizinische Fragestellung, die in Zusammenarbeit mit Medizinern intensiv bearbeitet wird.
- Biomolekulare Systeme (Direktor: Peter H. Seeberger)

Die Wissenschaftler der Abteilung „Biomolekulare Systeme“ setzen neue Methoden zur Synthese von Zuckerketten ein. Lange Zeit kannte man die vielen natürlich vorkommenden Zucker nur als Moleküle, die etwa in Form von Saccharose (Haushaltszucker) oder Stärke dem Organismus Energie liefern und von den Pflanzen als Energiespeicher angelegt werden. Die teilweise sehr komplexen Zuckermoleküle, die zur Substanzklasse der Kohlenhydrate gehören, sind allerdings auch an vielen biologischen Vorgängen beteiligt. Sie bedecken alle Zellen des menschlichen Körpers und spielen eine entscheidende Rolle bei der molekularen Erkennung von Zelloberflächen und damit bei Infektionen, Immunreaktionen und Krebsmetastasen. Komplexe Zucker sind allgegenwärtig als Zellbeschichtungen in der Natur und können damit auch für die Impfstoffentwicklung, z. B. gegen Malaria, dienen. Sie sind dadurch medizinisch von großem Interesse; erst in den vergangenen rund 20 Jahren ist die große Bedeutung der Zuckerreste an den Oberflächen von Zellen für die Biologie und die Medizin erkannt worden.
Bis vor Kurzem fehlte eine chemische Synthesemethode, um biologisch relevante Kohlenhydrate mit bekannter Struktur in größeren Mengen herzustellen und sie damit für die biologische, pharmazeutische und medizinische Forschung zur Verfügung zu stellen. Jetzt konnte diese Lücke geschlossen und die erste automatisierte Syntheseapparatur entwickelt werden, um Zuckermoleküle mit anderen Zuckern oder auch Molekülen zu verknüpfen. Mit der automatisierten Kohlenhydrat-Synthese wurden die Voraussetzungen für die Weiter- und Neuentwicklung von zuckerbasierten Medikamenten und Impfstoffen geschaffen. Die medizinischen Möglichkeiten, die diese Technik eröffnet, sind kaum zu überschauen: Eines der ersten Ergebnisse war eine Vollsynthese des Malariatoxins – dies soll zu einem Impfstoff gegen Malaria führen, die nach wie vor weltweit mehr als zwei Millionen Opfer jährlich fordert.
- Kolloidchemie (Direktor: Markus Antonietti)

Die Abteilung Kolloidchemie befasst sich mit der Synthese verschiedener kolloidaler Strukturen im Nanometerbereich. Dazu gehören anorganische und metallische Nanoteilchen, polymere und peptidische Baueinheiten, deren Mizellen und organisierte Phasen, aber auch Emulsionen und Schäume. Die Kolloidchemie ist in der Lage, durch geeignete funktionalisierte Kolloide, Materialien mit einer Strukturhierarchie zu erzeugen. So entstehen neue Eigenschaften durch die „Teamarbeit“ der Funktionsgruppen. Bei geeigneter Architektur können diese Kolloide mit chemischer Struktur sehr spezielle Aufgaben erfüllen. Molekulare Systeme können dies aufgrund der Komplexität nicht. Ein Beispiel dafür ist die Haut: Es gibt keinen Kunststoff, der so weich, gleichzeitig so reißfest ist und trotzdem zu großen Teilen aus Wasser besteht. Auch hier besteht das Geheimnis im Zusammenspiel dreier Komponenten (Kollagen, Hyaluronsäure, Proteoglycan). Erst durch Überstrukturbildung „im Team“ wird die ungewöhnliche Eigenschaftskombination bewerkstelligt.
Fotoinduzierte molekulare Prozesse stehen im Fokus der Abteilung Kolloidchemie. Die größte Herausforderung für die fotoinduzierte Aufspaltung von Wasser ist es, geeignete Katalysatoren zu finden.
Ein neuer Katalysator auf synthetischer Polymerbasis wurde erst kürzlich vorgestellt und wird nun weiter entwickelt bzw. optimiert. Die Wissenschaftler um Markus Antonietti sind auf dem Weg, enzymähnliche Nanokatalysatoren und die künstliche Photosynthese zu entwickeln und so einen Meilenstein für die grüne Energiegewinnung zu setzen. Ein weiteres Forschungsergebnis ist die Herstellung von Kohlenstoff aus Biomasse (Hydrothermale Karbonisierung).
- Theorie und Bio-Systeme (Direktor: Reinhard Lipowsky)

In der Abteilung „Theorie und Bio-Systeme“ wird die Struktur und Dynamik von Molekülverbänden und anderen Nanostrukturen in biologischen und biomimetischen Systemen untersucht.
Diese Systeme sind aus unterschiedlichen molekularen Bausteinen aufgebaut, die sich „von alleine“ zusammenfügen. Auf diese Weise entstehen Molekülverbände, die dann ihrerseits noch größere Strukturen und Netzwerke aufbauen. Bei diesen komplexen Prozessen handelt es sich um versteckte Dimensionen der Selbstorganisation, denn sie lassen sich nur in beschränktem Maße direkt beobachten.
Aktuelle Schwerpunkte der Forschung sind molekulare Erkennung, Energieumwandlung und Transport durch molekulare Motoren, Dynamik von Transkription und Translation, sowie die Selbstorganisation von Filamenten und Membranen.
- Emeritusgruppe Grenzflächen (Direktor (em.): Helmuth Möhwald)

Das Verstehen molekularer Grenzflächen und damit auch deren Bedeutung für kolloidale Systeme ist Hauptgegenstand unserer Forschung. Die geringe Teilchengröße zwischen einem und 1.000 Nanometern führt von Natur aus zu einem hohen Oberflächen/Volumen Verhältnis. Aufgrund dieses Verständnisses hat sich die Forschung der Abteilung im Bereich der Charakterisierung planarer und nicht-planarer Grenzflächen deutlich verstärkt. Zudem wurde erfolgreich versucht, dieses Wissen auf gekrümmte Grenzflächen zu übertragen. Mit diesem Hintergrund gelang es mehr über planare Grenzflächen zu lernen, da große Oberflächenbereiche mittels Techniken wie NMR oder DSC genauestens erforscht werden konnten. Ein weiterer Schwerpunkt liegt im Bereich der Entwicklung neuer Materialien, insbesondere der Anordnung von Nanopartikeln auf Oberflächen sowie der Herstellung multifunktionaler Oberflächen.

## Infrastruktur
Das Institut unterhält enge Kontakte ins Ausland, insbesondere nach Osteuropa, Russland und China. Dazu ist es gemeinsam mit der Chinesischen Akademie der Wissenschaften am Deutsch-Chinesische Labor in Peking beteiligt. Neben einer Reihe von nationalen Kooperationen z. B. Mit der Berliner Neutronen- und Synchrotronstrahlungsquellen (Hahn-Meitner-Institut, BESSY) ist das Institut auch am Deutsch-französischen Netzwerk und am Forschungsverbund EnerChem der Max-Planck-Gesellschaft beteiligt. Bisher gab es sechs Ausgründungen aus dem Institut, darunter die Capsulution NanoScience AG und die microparticles GmbH. Der Etat beträgt etwa 10 Millionen Euro, wovon etwa 30 % durch Drittmittel finanziert werden. Zurzeit sind etwa 200 Mitarbeiter am Institut beschäftigt.
Der wissenschaftliche Einfluss ist an ca. 7000 bisher erstellten Publikationen ablesbar. Darüber hinaus wurden etwa 150 Doktoranden und ein Dutzend Professoren im Institut ausgebildet.

## International Max Planck Research School (IMPRS)
Das Institut ist an der International Max Planck Research School on Multiscale Bio-Systems beteiligt (bis Ende 2012 International Max Planck Research School on Biomimetic Systems). Eine IMPRS ist ein englischsprachiges Doktorandenprogramm, das eine strukturierte Promotion ermöglicht. An der IMPRS sind weiterhin die Universität Potsdam, die Humboldt-Universität zu Berlin und die Freie Universität Berlin beteiligt. Sprecher der IMPRS ist Peter Fratzl.